# Lucija Tacer
Lucija Tacer, slovenska političarka, * 11. februar 1997, Ljubljana
Je trenutna poslanka v Državnem zboru Republike Slovenije, članica poslanske skupine Svoboda.

## Mladost in izobraževanje
Leta 2015 je maturirala na šoli School for the Talented and Gifted v Dallasu v Združenih državah Amerike. Leta 2018 je iz ekonomije in politologije diplomirala na ameriški Univerzi Vanderbilt, leta 2022 pa je pridobila tudi diplomo iz prava na Pravni fakulteti Univerze v Ljubljani.
Med letoma 2020 in 2021 je bila mladinska delegatka pri Organizaciji združenih narodov, med drugim pa je delovala oz. opravljala prakso pri več organizacijah (Odvetniška pisarna Fabiani, Petrovič, Jeraj, Rejc, Pravna svetovalnica za varstvo pred diskriminacijo, Projekt Krepitev zaščite prijaviteljev korupcije in neetičnih dejanj, ...). Leta 2021 je bila tudi predsednica Evropskega društva študentov prava Slovenija.

## Politika
Na državnozborskih volitvah 2022 je bila na listi Gibanja Svoboda v volilnem okraju Ljubljana Vič - Rudnik 3 izvoljena za poslanko v Državnem zboru Republike Slovenije. S 25 leti je bila ena najmlajših slovenskih poslancev. Postala je podpredsednica državnozborske Ustavne komisije, kot članica pa deluje tudi v odboru za zunanjo politiko, odboru za zadeve Evropske unije in odboru za pravosodje. Je tudi podpredsednica podmladka stranke Gibanje Svoboda mladi.